# União de Geofísica dos Estados Unidos

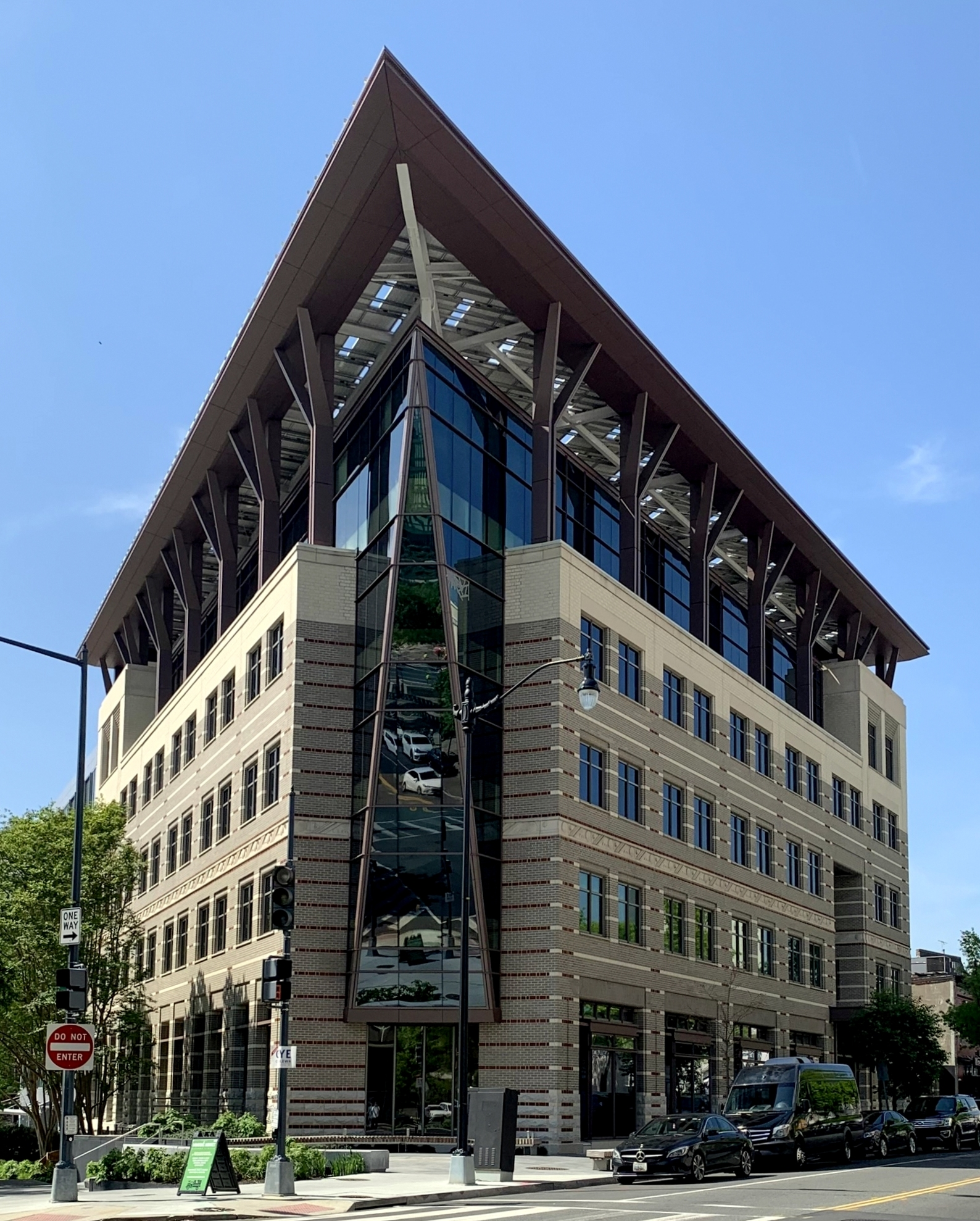
A sede da União Geofísica Americana (AGU) está localizada na Avenida Florida NW, 2000, no bairro de Dupont Circle, em Washington, DC. Foi construída em 1994 e amplamente reformada em 2018. Além da AGU, o prédio é ocupado pela Fusion Academy.

A União Geofísica Americana ( em inglês American Geophysical Union ou AGU) é uma organização com fins não lucrativos de geofísicos que conta (número do ano 2006) 49 000 membros que provêm de 140 países. As atividades da AGU são concentradas sobre a organização e a disseminação da informação científica no domínio da Geofísica, domínio interdisciplinar e internacional. A AGU divide a geofísica em quatro ramos fundamentais: Atmosfera e o oceano, a terra sólida, a hidrologia e a cosmologia.
A missão da AGU é:
- a promoção do estudo científico da  Terra e do seu ambiente no espaço, bem como a disseminação dos resultados ao público,
- a promoção da cooperação nas organizações científicas implicadas na geofísica ou disciplinas conexas,
- a iniciação e a participação em programas de investigação geofísicos,
- o progresso das diversas disciplinas da geofísica através da discussão científica, a publicação e a disseminação da informação.

A inscrição como membro é aberta aos cientistas e estudantes de qualquer nacionalidade.

## História
A AGU foi criada em 1919 pelo "Conselho de Pesquisa Nacional dos Estados Unidos", e por mais de 50 anos é filiada à Academia Nacional de Ciências dos Estados Unidos. Desde 1972 a AGU está sediada na 2000 Florida Avenue N.W., Distrito de Colúmbia, EUA.

## Publicações
A AGU é a editora de várias revistas científicas, compreendendo o jornal semanal "Eos" e dezoito periódicos científicos dirigidos para a divulgação de pesquisas, especialmente o "Journal of Geophysical Research" e o "Geophysical Research Letters".

## Medalhas e concessões
| - Medalha William Bowie - Medalha James B. Macelwane - Medalha Waldo E. Smith - Medalha John Adam Fleming - Medalha Walter H. Bucher - Medalha Maurice Ewing - Medalha Robert E. Horton - Medalha Harry H. Hess - Medalha Charles A. Whitten - Medalha Roger Revelle - Medalha Inge Lehmann | - Concessão Edward A. Flinn III - Concessão Excelência em Educação Geofísica - Concessão Internacional - Concessão AGU - Concessão Robert C. Cowen - Concessão Walter Sullivan - Concessão Athelstan Spilhaus - Concessão Charles S. Falkenberg |